# Froesiodendron
Froesiodendron R.E.Fr. – rodzaj roślin z rodziny flaszowcowatych (Annonaceae Juss.). Według The Plant List w obrębie tego rodzaju znajdują się 3 gatunki. Występuje naturalnie w północnej części Ameryki Południowej. Gatunkiem typowym jest F. amazonicum R.E.Fr.

## Morfologia
PokrójZimozielone drzewa.
LiścieNaprzemianległe, pojedyncze. Blaszka liściowa jest całobrzega.
KwiatyPromieniste, obupłciowe, pojedyncze, rozwijają się w kątach pędów.
OwocePojedyncze, apokarpiczne.

## Systematyka
Pozycja według APweb (aktualizowany system APG III z 2009)
Rodzaj wraz z całą rodziną flaszowcowatych w ramach rzędu magnoliowców wchodzi w skład jednej ze starszych linii rozwojowych okrytonasiennych określanych jako klad magnoliowych.
Lista gatunków
- Froesiodendron amazonicum R.E.Fr.
- Froesiodendron longicuspe (R.E.Fr.) N.A.Murray
- Froesiodendron urceocalyx N.A.Murray